# Utsetela neglecta
Utsetela neglecta, grm iz porodice dudovki. Raste jedino u zapadnoj-središnjoj tropskoj Africi (DR Kongo i Gabon).